# 파인만의 물리학 강의
《파인만의 물리학 강의》(영어 원제: The Feynman Lectures on Physics)는 미국의 물리학자 리처드 파인만이 1961년 9월부터 1963년 5월 사이의 2년간 캘리포니아 공과대학의 학부생을 대상으로 강의한 내용을 편집하여 책으로 엮은 것이다. 이 강의록의 저자는 리처드 파인만(Richard P. Feynman)과 로버트 레이턴(Robert B. Leighton), 매슈 샌즈(Matthew Sands)이다. 1964년에 초판이 출간되었다.
《파인만의 물리학 강의》의 표지는 진한 빨간 색으로 인쇄되었는데, 이 강의록이 유명해짐에 따라 빨간 색 표지의 특징 때문에 《파인만의 물리학 강의》는 "파인만의 빨간 책"으로도 널리 알려졌다.

## 역사

### 칼텍 프로그램
칼텍에서 파인만이 물리학 강의를 맡기 이전에는 기초물리학 강좌에 현대물리학의 중추를 이루는 원자론과 핵이론, 그리고 양자역학과 상대성이론이 없었다. 고작해야 역학과 전자기학 등 고전물리학에 국한되어 있었으며 전자기학은 정적인 경우만 다루었고 복사에 관한 내용은 언급조차 되지 않았다.
이러한 와중에 1957년 러시아가 스푸트니크 1호 발사에 성공한 후 미국에는 MIT 대학의 제럴드 자카리아스를 중심으로 고등학교와 대학교의 교육방식을 개혁해야 한다는 움직임이 일어났다(스푸트니크 충격 참조). 이와 같은 상황에서 칼텍에서는 매슈 샌즈와 리처드 파인만, 로버트 바처(Robert Bacher)가 기초물리학 교과과정의 개편을 주장했고, 포드 재단에서 지원금을 받았다. 이 프로젝트는 일명 '칼텍 프로그램'이라 불리며 위원장은 로버트 레이턴이 맡았고 집행위원으로 매슈 샌즈와 천재적인 실험물리학자인 빅터 네어(Victor Neher)가 집행위원을 맡았다.
매슈 샌즈와 그와 뜻을 함께 하는 리처드 파인만은 학부생들의 기초물리학 강좌에 반드시 현대물리학을 포함시켜야 한다고 강력하게 주장하였다. 그리하여 명강의로 소문난 교수이자 난해한 현대물리학을 일반인들에게 설명하는 능력이 뛰어났던 파인만 교수가 강의를 맡기로 결정되었다.
파인만은 첫 강의가 시작하기 6개월 전부터 강의노트를 직접 지필, 점검하였으며 숙제와 시험문제, 실험 주제와 같은 것들이 개발되었고 1961년 9월에는 이미 강의를 위한 거의 모든 준비가 끝났다.

### 강의록 제작
개선된 강의를 진행하는 과정에서 강의에 사용할 교재를 학생들에게 제공할 만한 시간이 턱없이 부족하였다. 따라서 담당교수들은 교재집필작업을 강의와 동시에 진행할 수밖에 없었다. 파인만은 목에 마이크를 걸고 강의를 진행했고, 그의 목소리는 다른 방의 자기테이프에 녹음되었다. 또한 칠판에 적힌 내용은 주기적으로 사진촬영되어 자료실로 보내졌다. 파인만이 작성한 강의노트는 매번 빠른 속도로 정리되어 강의가 끝난 직후 학생들에게 인쇄물의 형태로 나눠 주었다. 본래는 토론수업 담당조교 하나가 파인만의 수업을 들은 후 강의를 정리하여 학생들에게 나눠 주는 계획이었으나 이 방법은 시간이 너무 오래 걸렸고, 조교가 정리한 강의노트에는 파인만의 생각보다 조교의 생각이 더 많이 반영되어 있다는 문제가 있었다.
따라서 첫 해에는 로버트 레이턴에 의해 강의록 제작과 배포가 이루어졌고, 두 번째 해에는 매슈 샌즈에 의해 이루어졌다.

### 강의록 출판
애초에는 강의 교재의 출판 계획이 없었으나, 강의 시작 후 1년 반쯤 지난 1963년 봄부터 파인만의 명강의를 소문으로 전해 들은 타교 학생들에 의해 교재 출판과 관련된 의견이 발생하였다. 교재 출판에 관심을 보였던 출판업자들이 사업계획서를 제출하였는데, 오프셋 인쇄에 필요한 장비와 인력을 모두 갖추고 있고 1963년 9월까지 하드커버로 된 양장본 출판을 약속했던 애디슨 웨슬리 사(Addison Wesley, 이하 A-W)가 《파인만의 물리학 강의》의 공식 출판업자로 선정되었다.
다음은 이 책의 특징이다.
- 각 페이지의 양쪽 끝에 널찍한 여백을 할애하여 설명에 필요한 그림과 도표들을 넣었다. 이렇게 하면 도중에 수정사항이 발생해도 조판 전체를 뜯어고치는 번거로움을 피할 수 있다.
- 또한 《파인만의 물리학 강의》는 실제 강의에서 사용했던 구어체를 문어체로 바꾸지 않고 그대로 사용하였다.
- 출판 작업 당시, 처음에는 책 제목을 그냥 《물리학 강의》로 하고 저자를 리처드 파인만으로 하려 했다. 그러나 매슈 샌즈와 로버트 레이턴의 무시할 수 없는 공로와, 이 강의는 자신의 것이라는 파인만의 의견을 모두 반영하여 책 제목은 《파인만의 물리학 강의》, 저자는 리처드 파인만, 매슈 샌즈, 로버트 레이턴으로 하였다.

### 개정판 출판
《파인만의 물리학 강의:개정판》의 출판은 로버트 레이턴의 아들인 랠프 레이턴(Ralph Leighton)과 마이클 고틀리브에 의해 이루어졌다. 개정판에는 《파인만의 물리학 강의》전3권에 걸친 오탈자가 모두 수정되어 있다. 또한 《파인만의 물리학 강의》에서 누락된 네 차례의 강의를 묶어 《파인만의 물리학 길라잡이》(영어: Feynman's Tips on Physics)라는 이름으로 개정판과 함께 출판되어 있다. 또한 매슈 샌즈가 저술한 이 책의 탄생과 관련된 사연이 개정판에 추가되어 있다.
《파인만의 물리학 길라잡이》에 수록된 네 개의 강의는 본래 《파인만의 물리학 강의》에 없던 것이다. 앞의 세 개의 강의는 1961년 칼텍의 1학기 기말고사를 앞둔 12월 초에 일종의 복습 차원에서 이루어진 것이다. 이 강의는 평소 수업을 따라오지 못하는 학생들을 위해 특별히 개설되었으며, 물리학의 원리 이해 및 문제 풀이 능력을 함양하는 데 주안점을 두고 진행되어 있다. 이 강의에서 다뤄진 연습 문제 중에는 '러더퍼드의 원자핵 발견'과 '파이 중간자의 질량 결정법'과 같은 물리학사에서 중요한 문제들도 포함되어 있다.
뒤의 네 번째 강의 <역학적 효과와 응용>(Dynamical Effects and Their Application)은 칼텍의 짧은 겨울방학이 끝난 2학기 초에 이루어진 것이다. 이 강좌는 《파인만의 물리학 강의》제1권의 18장~20장에서 다루어진 회전 역학 분야를 응용문제 중심으로 개편한 것이다. 이 강좌에는 관성유도장치와 회전과 관련된 자연현상들이 체계적으로 다루어졌다.

### 한국어판 출판

한국어판 파인만의 물리학 강의

다음은 《파인만의 물리학 강의》를 한국어로 번역한 사람들의 이름이다.
- 제1권(ISBN 89-88907-63-9): 박병철 옮김.
- 제2권(ISBN 89-88907-84-1): 김인보, 박병철, 이정국, 이창희, 김종욱, 김동익, 강필식, 이동윤 옮김. 이상민 감수
- 제3권(ISBN 978-89-6139-024-8): 정재승, 정무광, 김충구 옮김.
- 부록 제4권 : 박병철 옮김.

## 강의록의 구성
- 제 1권 : 역학, 복사, 열역학
- 제 2권 : 전자기학, 물성
- 제 3권 : 양자역학
- 부록 제 4권 : 《파인만의 물리학 길라잡이》, 강의록에 딸린 문제 풀이

### 제 1권
한국어판의 경우 제 1권이 1-1권과 1-2권으로 나뉜 상태로 출판된 것도 있는데, 1장에서 27장까지는 1-1권에 포함되며 28장부터 52장까지는 1-2권에 포함된다. 또한 5장〈시간과 거리〉와 6장〈확률〉은 리처드 파인만이 다른 곳으로 출장 나가있는 상황에서 매슈 샌즈에 의해 이루어졌다.
- 리처드 파인만에 대하여
- 개정판에 붙이는 머리말
- 특별 머리말
- 리처드 파인만의 머리말
- 서문

1. 움직이는 원자
  1. 강의에 앞서
  2. 모든 물질은 원자로 이루어져 있다
  3. 원자적 과정
  4. 화학 반응
2. 기초 물리학
  1. 서론
  2. 1920년 이전의 물리학
  3. 양자 물리학
  4. 핵과 입자
3. 물리학과 다른 과학들 사이의 관계
  1. 서론
  2. 화학
  3. 생물학
  4. 천문학
  5. 지질학
  6. 심리학
  7. 왜 이렇게 되었는가?
4. 에너지의 보존
  1. 에너지란 무엇인가?
  2. 중력에 의한 위치 에너지
  3. 운동 에너지
  4. 다른 형태의 에너지
5. 시간과 거리
  1. 운동
  2. 시간
  3. 짧은 시간
  4. 긴 시간
  5. 시간의 단위와 기준
  6. 큰 거리
  7. 짧은 거리
6. 확률
  1. 가능성에 대하여
  2. 요동
  3. 마구 걷기
  4. 확률 분포
  5. 불확정성 원리
7. 중력
  1. 행성의 운동
  2. 케플러의 법칙
  3. 뉴턴의 중력 법칙
  4. 범우주적 중력 이론
  5. 캐번디시의 실험
  6. 중력이란 무엇인가?
  7. 중력과 상대성이론
8. 운동
  1. 운동의 서술
  2. 속력
  3. 속도와 미분
  4. 적분과 거리
  5. 가속도
9. 뉴턴의 역학
  1. 운동량과 힘
  2. 속력과 속도
  3. 속도, 가속도, 힘의 성분
  4. 힘이란 무엇인가?
  5. 동력학적 방정식의 의미
  6. 방정식의 수치해
  7. 행성의 운동
10. 운동량의 보존
  1. 뉴턴의 제3법칙
  2. 운동량의 보존
  3. 운동량은 보존된다!
  4. 운동량과 에너지
  5. 상대론적 운동량
11. 벡터
  1. 물리적 의미의 대칭성
  2. 평행 이동
  3. 회전
  4. 벡터
  5. 벡터 연산
  6. 벡터로 표현한 뉴턴의 운동 법칙
  7. 벡터의 스칼라 곱
12. 힘
  1. 힘이란 무엇인가?
  2. 마찰
  3. 분자력
  4. 근본적인 힘: 장(場)
  5. 유사힘
  6. 핵력
13. 일과 위치에너지(A)
  1. 낙하하는 물체의 에너지
  2. 중력에 의한 일
  3. 에너지의 합
  4. 큰 물체에 의한 중력장
14. 일과 위치에너지(B)
  1. 일
  2. 구속된 운동
  3. 보존력
  4. 비보존력
  5. 퍼텐셜과 장
15. 특수상대성이론
  1. 상대성 원리
  2. 로렌츠 좌표변환
  3. 마이컬슨과 몰리의 실험
  4. 시간 변환
  5. 로렌츠 수축
  6. 시간의 동시성
  7. 4차원 벡터
  8. 상대론적 역학
  9. 질량-에너지 등가 원리
16. 상대론적 에너지와 운동량
  1. 상대성이론과 철학자들
  2. 쌍둥이 역설
  3. 속도의 변환
  4. 상대론적 질량
  5. 상대론적 에너지
17. 시공간
  1. 시공간의 기하학
  2. 시공간에서의 간격
  3. 과거, 현재, 미래
  4. 4차원 벡터에 대하여
  5. 4차원 벡터의 연산
18. 2차원에서의 회전 운동
  1. 질량 중심
  2. 강체의 회전
  3. 각운동량
  4. 각운동량의 보존
19. 질량 중심: 관성 모멘트
  1. 질량 중심
  2. 질량 중심의 계산
  3. 관성 모멘트의 계산
  4. 회전에 의한 운동 에너지
20. 3차원 공간에서의 회전
  1. 3차원에서의 토크
  2. 벡터 곱으로 표현된 회전 운동 방정식
  3. 자이로스코프
  4. 코체의 각운동량
21. 조화 진동자
  1. 선형 미분 방정식
  2. 조화 진동자
  3. 조화 운동과 원운동
  4. 초기 조건
  5. 강제 진동
22. 대수학
  1. 덧셈과 곱셈
  2. 역연산
  3. 추상화의 일반화
  4. 무리수의 근사법
  5. 복소수
  6. 허수 지수
23. 공명
  1. 복소수와 조화 운동
  2. 저항력이 있는 경우의 강제 진동
  3. 전기적 공명
  4. 자연에 나타나는 공명
24. 진동의 감쇠
  1. 진동자의 에너지
  2. 감쇠 진동
  3. 전기적 감쇠
25. 선형계
  1. 선형 미분 방정식
  2. 중첩 원리
  3. 선형계의 진동
  4. 선형 회로
  5. 직렬/병렬 임피던스
26. 광학 : 최소 시간 원리
  1. 빛
  2. 반사와 굴절
  3. 페르마의 최소 시간 원리
  4. 최소 시간 원리의 응용
  5. 최소 시간 원리의 더욱 정확한 표현
  6. 최소 시간 원리의 숨은 진실
27. 기하 광학
  1. 서론
  2. 구형 경계면의 초점 거리
  3. 렌즈의 초점 걸;
  4. 확대
  5. 복합 렌즈
  6. 수차
  7. 분해능/해상력
28. 전자기 복사
  1. 전자기학
  2. 복사
  3. 쌍극자 복사체
  4. 간섭
29. 간섭
  1. 전자기파
  2. 복사 에너지
  3. 사인파
  4. 두 개의 쌍극자 복사체
  5. 간섭의 수학적 원리
30. 회절
  1. n개의 동일 진동자에 의한 합성 진폭
  2. 회절 격자
  3. 회절 격자의 분해능
  4. 포물면 안테나
  5. 얇은 막 : 결정 구조의 분석
  6. 불투명 물체에 의한 회절
  7. 진동하는 평면 전하에 의한 전기장
31. 굴절률의 근원
  1. 굴절률
  2. 물체에 의해 생성되는 장
  3. 분산
  4. 흡수
  5. 전기적 파동이 실어 나르는 에너지
  6. 스크린에 의한 빛의 회절
32. 복사의 감쇠, 빛의 산란
  1. 복사 저항
  2. 에너지 복사율
  3. 복사의 감쇠
  4. 독립된 강원
  5. 빛의 산란
33. 편광
  1. 빛의 전기장 벡터
  2. 산란된 빛의 편광
  3. 복굴절
  4. 편광기
  5. 광활성
  6. 반사된 빛의 강도
  7. 비정상 굴절
34. 복사의 상대론적 효과
  1. 움직이는 광원
  2. '겉보기'운동
  3. 싱크로트론 복사
  4. 우주에서 오는 싱크로트론 복사
  5. 제동복사
  6. 도플러 효과
35. 색상의 인식
36. 시각의 역학
37. 양자적 행동
38. 파동과 입자의 관계
39. 기체 운동 이론
40. 통계 역학
41. 브라운 운동
42. 운동 이론의 응용
43. 확산
44. 열역학의 법칙
45. 열역학의 응용
46. 래칫과 폴
47. 음파와 파동 방정식
48. 맥놀이
49. 진동 모드
50. 배음
51. 파동
52. 물리 법칙의 대칭성

### 제 2권
- 리처드 파인만에 대하여
- 개정판에 붙이는 머리말
- 특별 머리말
- 리처드 파인만의 머리말
- 서문

1. 전자기
  1. 전기력
  2. 전기장과 자기장
  3. 벡터장의 특성
  4. 전자기학의 법칙들
  5. '장'이란 무엇인가?
  6. 과학과 기술에서 전자기학의 역할
2. 벡터장의 미분
  1. 물리학의 이해
  2. 스칼라장과 벡터장―T, H
  3. 장의 도함수―그래디언트
  4. ∇ 연산자
  5. ∇의 적용
  6. 열 흐름의 미분 방정식
  7. 벡터장의 2계 도함수
  8. 조심할 점들
3. 벡터장의 적분
  1. 벡터의 적분: ∇Ψ의 선적분
  2. 벡터장의 플럭스
  3. 정육면체에서 나오는 플럭스 : 가우스 정리
  4. 열전도: 확산 방정식
  5. 벡터장의 서큘레이션
  6. 사각형 둘레로의 서큘레이션 : 스톡스 정리
  7. 컬이 0인 장과 다이버전스가 0인 장
  8. 요약
4. 정전기학
  1. 정역학
  2. 쿨롱의 법칙: 중첩
  3. 전기 퍼텐셜(전위)
  4. E ＝－∇Φ
  5. E의 플럭스
  6. 가우스의 법칙과 E의 다이버전스
  7. 구형 전하에 의한 전기장
  8. 장선과 등퍼텐셜(등전위) 면
5. 가우스 법칙의 응용
  1. 정전기학 = 가우스의 법칙 + ...
  2. 정전기장에서의 평형
  3. 도체에서의 평형
  4. 원자의 안정성
  5. 선전하 분포에 의한 전기장
  6. 평판 전하 분포: 두 개의 평판
  7. 구형 전하 분포: 구 껍질
  8. 점전하의 전기장은 정확히 1/R²에 비례하는가?
  9. 도체의 전기장
  10. 도체 공동 내부의 전기장
6. 여러 가지 상황에서의 전기장
  1. 정전기 퍼텐셜 방정식
  2. 전기 쌍극자
  3. 벡터 방정식에 관한 한마디
  4. 그래디언트로 표현한 쌍극자 퍼텐셜
  5. 임의의 전하 분포에 대한 쌍극자 근사법
  6. 대전된 도체의 전기장
  7. 거울상을 이용하는 방법
  8. 무한 도체 평면 근처의 점전하
  9. 도체구 근처의 점전하
  10. 평행판 축전기
  11. 고전압 절연 파괴
  12. 장 방출 현미경
7. 여러 가지 상황에서의 전기장(계속)
  1. 정전기장 계산법
  2. 2차원 전기장 : 복소 변수의 함수
  3. 플라스마 진동
  4. 전해질 용액 속의 콜로이드 입자들
  5. 그리드의 정전기장
8. 정전기 에너지
  1. 균일한 구형 전하 분포의 정전기 에너지
  2. 축전기의 에너지. 대전된 도체에 작용하는 힘
  3. 이온 결정의 정전기 에너지
  4. 핵 내부에서의 정전기 에너지
  5. 정전기장의 에너지
  6. 점전하의 에너지
9. 대기 중의 전기
  1. 대기 중의 전기 퍼텐셜 그래디언트
  2. 대기 중의 전류
  3. 대기 전류의 근원
  4. 뇌우
  5. 전하 분리의 메커니즘
  6. 낙뢰
10. 유전체
  1. 유전 상수
  2. 분극 벡터 P
  3. 분극 전하
  4. 유전체의 정전기학 방정식
  5. 유전체의 전기장과 힘
11. 유전체의 내부
  1. 분자 쌍극자
  2. 전자의 분극
  3. 극성 분자 : 배향 분극
  4. 유전체 공동에서의 전기장
  5. 액체의 유전 상수 : 클라우지우스-모소티 방정식
  6. 고체 유전체
  7. 강유전성 : BATIO₃
12. 정전기학과 유사한 물리계들
  1. 방정식이 같으면 해도 같다
  2. 열 흐름 : 무한 평면 경계 근처의 점 열원
  3. 팽팽하게 당겨진 막
  4. 중성자의 확산 : 균질한 매질 내에 고르게 분포된 구형의 중성자원
  5. 비회전성 유체의 흐름 : 구의 주변을 흐르는 유체
  6. 조도 : 평면파 형태의 균일한 조명
  7. 자연에 내재하는 단일성
13. 정자기학
  1. 자기장
  2. 전류 : 전하의 보존
  3. 전류에 작용하는 자기력
  4. 정상 전류에 의한 자기장 : 앙페르의 법칙
  5. 직선 도선과 솔레노이드에 의한 자기장 : 원자 전류
  6. 전기장과 자기장의 상대성
  7. 전류와 전하의 변환
  8. 중첩의 원리 : 오른손 규칙
14. 여러 가지 상황에서의 자기장
  1. 벡터 퍼텐셜
  2. 이미 알고 있는 전류에 의한 벡터 퍼텐셜
  3. 직선 도선
  4. 긴 솔레노이드
  5. 작은 전류 고리에 의한 자기장 : 자기 쌍극자
  6. 회로의 벡터 퍼텐셜
  7. 비오-사바르의 법칙
15. 벡터 퍼텐셜
  1. 전류 고리에 작용하는 힘 : 자기 쌍극자의 에너지
  2. 역학적 에너지와 전기적 에너지
  3. 정상 전류의 에너지
  4. B와 A
  5. 벡터 퍼텐셜과 양자역학
  6. 정역학에서는 맞지만, 동역학에서는 틀리는 것
16. 유도 전류
  1. 모터와 발전기
  2. 변압기와 인덕턴스
  3. 유도 전류에 작용하는 힘
  4. 전기공학
17. 전자기 유도 법칙
  1. 전자기 유도의 물리학
  2. “플럭스 법칙”의 예외
  3. 유도 전기장에 의한 입자의 가속: 베타트론
  4. 역설적인 문제
  5. 교류 전원
  6. 상호 인덕턴스
  7. 자체 인덕턴스
  8. 인덕턴스와 자기 에너지
18. 맥스웰 방정식
  1. 맥스웰 방정식
  2. 새로운 항의 효과
  3. 고전물리학의 모든 것
  4. 진행하는 전자기장
  5. 빛의 속도
  6. 맥스웰 방정식의 해법: 퍼텐셜과 파동 방정식
19. 최소 작용의 원리
  - 특강―거의 실제 강의 그대로
  - 강의 후에 추가된 주석
20. 자유 공간에서 맥스웰 방정식의 해
  1. 자유 공간에서의 파동 : 평면파
  2. 차원 파동
  3. 과학적 상상력
  4. 구면파
21. 전하와 전류를 포함한 맥스웰 방정식의 해
  1. 빛과 전자기파
  2. 점전하에 의해 발생한 구면파
  3. 맥스웰 방정식의 일반해
  4. 진동하는 쌍극자에 의한 장
  5. 움직이는 전하에 의한 퍼텐셜: 리나르트-비헤르트의 일반해
  6. 일정한 속도로 움직이는 전하에 의한 퍼텐셜 : 로렌츠 공식
22. 교류 회로
  1. 임피던스
  2. 전원
  3. 이상적인 소자들로 구성된 회로망 : 키르히호프의 법칙
  4. 등가 회로
  5. 에너지
  6. 사다리 회로망
  7. 필터
  8. 그 밖의 회로 소자들
23. 공동 공진기
  1. 실제의 회로 소자들
  2. 고주파 영역에서의 축전기
  3. 공진 공동
  4. 공동 모드
  5. 공동과 공진 회로
24. 도파관
  1. 전송 선로
  2. 직사각형 도파관
  3. 차단 주파수
  4. 인도된 파동의 속도
  5. 인도된 파동의 관측
  6. 도파관 배관
  7. 도파관 모드
  8. 인도된 파동을 바라보는 또 다른 관점
25. 전기동역학의 상대론적 표현
  1. 4차원 벡터
  2. 스칼라 곱(내적)
  3. 4차원 그래디언트
  4. 4차원 표기법으로 기술한 전기동역학
  5. 움직이는 전하의 4차원 퍼텐셜
  6. 전기동역학 방정식의 불변성
26. 전자기장의 로렌츠 변환
  1. 움직이는 전하의 4차원 퍼텐셜
  2. 일정한 속도로 움직이는 점전하에 의한 장
  3. 장의 상대론적 변환
  4. 상대론적 표기법으로 나타낸 운동 방정식
27. 전자기장의 에너지와 운동량
  1. 국소 보존
  2. 에너지 보존과 전자기학
  3. 전자기장 내의 에너지 밀도와 에너지 흐름
  4. 장 에너지의 모호성
  5. 에너지 흐름의 예
  6. 장 운동량
28. 전자기적 질량
  1. 점전하의 장 에너지
  2. 움직이는 전하의 장 운동량
  3. 전자기적 질량
  4. 전자가 자신에게 미치는 힘
  5. 맥스웰 이론을 수정하려는 시도
  6. 핵력장
29. 전기장 및 자기장 속에서의 전하의 운동
  1. 균일한 전기장 및 자기장 속에서의 운동
  2. 운동량 분석
  3. 정전 렌즈
  4. 자기 렌즈
  5. 전자 현미경
  6. 가속기 가이드 장
  7. 교대-그래디언트 포커싱
  8. 교차하는 전기장과 자기장 속에서의 운동
30. 결정의 기하학적 구조
  1. 결정 내부의 기하학
  2. 결정의 화학적 결합
  3. 결정의 성장
  4. 결정격자
  5. 2차원 대칭성
  6. 3차원 대칭성
  7. 금속의 강도
  8. 전위와 결정의 성장
  9. 브래그-나이 결정 모델
31. 텐서
  1. 분극률 텐서
  2. 텐서 성분의 변환
  3. 에너지 타원체
  4. 다른 텐서들: 관성 텐서
  5. 크로스 곱(외적)
  6. 응력 텐서
  7. 고차 랭크의 텐서들
  8. 전자기 운동량의 4차원 텐서
32. 밀한 물질의 굴절률
  1. 물질의 분극
  2. 유전체 내의 맥스웰 방정식
  3. 유전체 내의 파동
  4. 복소 굴절률
  5. 혼합물의 굴절률
  6. 금속 내의 파동
  7. 저주파 및 고주파 근사 : 침투 깊이와 플라스마 주파수
33. 표면에서의 반사
  1. 빛의 반사와 굴절
  2. 밀한 물질 내의 파동
  3. 경계 조건
  4. 반사파와 투과파
  5. 금속에서의 반사
  6. 내부 전반사
34. 물질의 자성
  1. 반자성과 상자성
  2. 자기 모멘트와 각운동량
  3. 원자 자석의 세차 운동
  4. 반자성
  5. 라모어의 정리
  6. 고전역학으로 반자성이나 상자성을 설명할 수 없는 이유
  7. 양자역학에서의 각운동량
  8. 원자의 자기 에너지
35. 상자성과 자기 공명
  1. 양자화된 자기 상태
  2. 슈테른-게를라흐의 실험
  3. 라비의 분자 빔 방법
  4. 덩어리 물질의 상자성
  5. 단열 소자 냉각
  6. 핵자기 공명
36. 강자성
  1. 자화 전류
  2. 장 H
  3. 자화 곡선
  4. 철심 인덕턴스
  5. 전자석
  6. 자발 자화
37. 자성체
  1. 강자성의 이해
  2. 열역학적 성질
  3. 이력 곡선
  4. 강자성체
  5. 특이한 자성체
38. 탄성
  1. [[훅의 법칙 ]
  2. 균일한 변형
  3. 비틀림 막대 : 층밀림 파
  4. 휘어진 보
  5. 갑자기 휘는 현상(좌굴 현상)
39. 탄성체
  1. 변형률 텐서
  2. 탄성 텐서
  3. 탄성체 내부의 움직임
  4. 비탄성 거동
  5. 탄성 상수의 계산
40. 마른 물의 흐름
  1. 유체정역학
  2. 운동 방정식
  3. 정상 흐름―베르누이의 정리
  4. 순환 흐름
  5. 소용돌이선
41. 젖은 물의 흐름
  1. 점성
  2. 점성 흐름
  3. 레이놀즈수
  4. 원통을 지나는 흐름
  5. 점성→0의 극한
  6. 쿠에트 흐름
42. 휘어진 공간
  1. 휘어진 2차원 공간
  2. 3차원 공간의 곡률
  3. 우리가 살고 있는 공간은 휘어져 있다
  4. 시공간의 기하학
  5. 중력과 등가 원리
  6. 중력장 안의 시계
  7. 시공간의 곡률
  8. 휘어진 시공간 속에서의 운동
  9. 아인슈타인의 중력 이론

- 역자 후기
- 찾아보기

### 제 3권
- 리처드 파인만에 대하여
- 개정판에 붙이는 머리말
- 특별 머리말
- 리처드 파인만의 머리말
- 서문

1. 양자적 행동
  1. 원자의 역학
  2. 총알 실험
  3. 파동 실험
  4. 전자 실험
  5. 전자 파동의 간섭
  6. 전자를 눈으로 보다
  7. 양자역학의 제1원리
  8. 불확정성 원리
2. 파동과 입자의 관계
  1. 파동의 확률 진폭
  2. 위치와 운동량의 측정
  3. 결정에 의한 회절
  4. 원자의 크기
  5. 에너지 준위
  6. 철학적 의미
3. 확률 진폭
  1. 진폭을 연산하는 법
  2. 두 슬릿에 의한 간섭 무늬
  3. 결정에서의 산란
  4. 동일 입자
4. 동일 입자
  1. 보즈 입자와 페르미 입자
  2. 두 보즈 입자들이 있을 때의 상태
  3. 보즈 입자가 N개 있을 때의 상태
  4. 광자의 방출과 흡수
  5. 흑체 복사
  6. 액체 헬륨
  7. 배타 원리
5. 스핀 1
  1. 슈테른-게를라흐 장치를 이용해 원자 걸러내기
  2. 여과된 원자를 이용한 실험
  3. 직렬 연결된 슈테른-게를라흐 여과기
  4. 기반 상태
  5. 진폭의 간섭
  6. 양자역학을 사용하는 방법
  7. 다른 기반으로의 변환
  8. 다른 경우들
6. 스핀 1/2
  1. 진폭의 변환
  2. 회전된 좌표계로의 변환
  3. Z축에 대한 회전
  4. Y축에 대한 180°와 90° 회전
  5. X축에 대한 회전
  6. 임의의 회전
7. 진폭의 시간에 따른 변화
  1. 정지한 원자들: 정상 상태
  2. 등속 운동
  3. 퍼텐셜 에너지: 에너지의 보존
  4. 힘: 고전적인 극한
  5. 스핀 1/2짜리 입자의 세차운동
8. 해밀토니안 행렬
  1. 진폭과 벡터
  2. 상태 벡터 분해하기
  3. 이 세상의 기반 상태는 무엇인가?
  4. 시간에 따라 상태가 변하는 방식
  5. 해밀토니안 행렬
  6. 암모니아 분자
9. 암모니아 메이저
  1. 암모니아 분자가 갖는 상태들
  2. 정적인 전기장 안에 놓여 있는 분자
  3. 시간에 따라 변하는 전기장 안에서의 전이
  4. 공명 조건에서의 전이
  5. 공명 조건을 만족하지 않는 경우의 전이
  6. 빛의 흡수
10. 두 상태 계의 다른 예
  1. 수소 분자 이온
  2. 핵력
  3. 수소 분자
  4. 벤젠 분자
  5. 염료
  6. 자기장 안에 있는 스핀 1/2 입자의 해밀토니안
  7. 자기장 안에서 회전하는 전자
11. 두 상태 계 더 살펴보기
  1. 파울리 스핀 행렬
  2. 연산자로서의 스핀 행렬
  3. 두 상태 방정식의 해
  4. 광자의 편극 상태
  5. 중성 K-중간자
  6. N 상태 계로의 일반화
12. 수소의 초미세 갈라짐
  1. 스핀 1/2짜리 입자가 둘 있는 계의 기반 상태들
  2. 수소의 바닥 상태에 대한 해밀토니안
  3. 에너지 준위
  4. 제만 갈라짐
  5. 자기장 안에서의 상태
  6. 스핀 1의 투영 행렬
13. 결정 격자 안에서의 전파
  1. 1차원 격자 내 전자의 상태들
  2. 에너지가 정해진 상태들
  3. 시간에 따라 변하는 상태들
  4. 3차원 격자 안의 전자
  5. 결정 안의 다른 상태들
  6. 격자 내 결함에 의한 산란
  7. 격자의 결함에 갇힘
  8. 산란 진폭과 속박 상태들
14. 반도체
  1. 반도체 안의 전자와 양공
  2. 불순물 반도체
  3. 홀 효과
  4. 반도체 접합
  5. 반도체 접합에서의 정류
  6. 트랜지스터
15. 독립 입자 근사
  1. 스핀 파
  2. 두 스핀의 파동
  3. 독립적인 입자들
  4. 벤젠 분자
  5. 유기 화학을 더 살펴보기
  6. 근사의 다른 용도
16. 확률 진폭의 위치에 따른 변화
  1. 선 위에서의 확률 진폭
  2. 파동함수
  3. 운동량이 정해진 상태
  4. 좌표계에서 상태의 규격화
  5. 슈뢰딩거 방정식
  6. 양자화된 에너지 준위
17. 대칭과 보존 법칙
  1. 대칭
  2. 대칭과 보존
  3. 보존법칙
  4. 편극된 빛
  5. Λ 입자의 붕괴
  6. 회전 행렬의 요약
18. 각운동량
  1. 전기 쌍극자 복사
  2. 빛의 산란
  3. 포지트로늄의 소멸
  4. 임의의 스핀에 대한 회전 행렬
  5. 핵 스핀의 측정
  6. 각운동량의 합성
19. 수소 원자와 주기율표
  1. 수소 원자에 대한 슈뢰딩거 방정식
  2. 구형 대칭인 해
  3. 각분포가 있는 상태
  4. 수소에 대한 일반 해
  5. 수소 파동함수
  6. 주기율표
20. 연산자
  1. 연산과 연산자
  2. 평균 에너지
  3. 원자의 평균 에너지
  4. 위치 연산자
  5. 운동량 연산자
  6. 각운동량
  7. 평균값의 시간에 따른 변화
21. 고전적인 상황에서의 슈뢰딩거 방정식: 초전도에 관한 세미나
  1. 자기장이 있을 때의 슈뢰딩거 방정식
  2. 확률의 연속방정식
  3. 두 종류의 운동량
  4. 파동함수의 해석
  5. 초전도
  6. 마이스너 효과
  7. 플럭스의 양자화
  8. 초전도 현상의 동역학
  9. 조셉슨 접합

- 파인만의 후기
- 부록 : 제2권을 가지고 있지 않는 독자를 위한 두 장

34. 물질의 자성
1. 반자성과상자성
2. 자기 모멘트와 각운동량
3. 원자 자석의 세차 운동
4. 반자성
5. 라모어의 정리
6. 고전역학으로 반자성이나 상자성을 설명할 수 없는 이유
7. 양자역학에서의 각운동량
8. 원자의 자기 에너지

35. 상자성과 자기 공명
1. 양자화된 자기 상태
2. 슈테른-게를라흐의 실험
3. 라비의 분자 빔 방법
4. 덩어리 물질의 상자성
5. 단열 소자 냉각
6. 핵자기 공명

### 부록: 《파인만의 물리학 길라잡이》
- - 머리말
  - 입문
  - 감사의 글
  - 《파인만의 물리학 강의》의 탄생비화 - 매슈 샌즈의 회고

1. 제1장 : 리뷰강의 A - 준비운동
  1. 리뷰강의를 시작하면서
  2. 칼텍의 열등생들을 위한 충고
  3. 물리학에 필요한 수학
  4. 미분
  5. 적분
  6. 벡터
  7. 벡터의 미분
  8. 선적분
  9. 간단한 예제
  10. 삼각측량법
2. 제2장 : 리뷰강의 B - 법칙과 직관
  1. 물리학의 법칙들
  2. 비상대론적 근사법
  3. 힘에 의해 야기된 운동
  4. 힘과 위치 에너지
  5. 연습문제를 통한 물리학 공부
  6. 물리학을 물리적으로 이해하기
  7. 기계장치의 설계
  8. 지구에서의 탈출 속도

  - 별도의 해법

  1. . 기하학을 이용하여 M의 가속도 구하기
  2. . 삼각함수를 이용하여 M의 가속도 구하기
  3. . 토크와 각운동량을 이용하여 M에 작용하는 힘 계산하기
3. 제3장 : 리뷰강의 C - 문제 및 해답
  1. 위성의 운동
  2. 원자핵의 발견
  3. 로켓 방정식
  4. 수치적분법
  5. 화학 로켓
  6. 이온 추진 로켓
  7. 광자 추진 로켓
  8. 정전기적 양성자 빔 편향장치
  9. 파이 중간자의 질량
4. 제4장 : 리뷰강의 D - 역학적 효과와 응용
  1. 자이로스코프
  2. 방향 자이로
  3. 인공 수평의
  4. 선박용 수평 유지장치
  5. 회전 나침반
  6. 개량된 자이로스코프
  7. 가속도계
  8. 내비게이션 장비
  9. 지구 자전의 효과
  10. 회전하는 원판
  11. 지구의 장동
  12. 천문학적 각운동량
  13. 양자역학적 각운동량
  14. 강의가 끝난 후
5. 제5장 : 연습문제 (《기초물리학 연습》에서 발췌)
  1. 정적 에너지 보존
  2. 케플러의 법칙과 중력
  3. 동역학
  4. 뉴턴의 법칙
  5. 운동량의 보존
  6. 벡터
  7. 비상대론적 3차원 충돌
  8. 힘
  9. 퍼텐셜과 장
  10. 단위와 차원
  11. 상대론적 에너지와 운동량
  12. 2차원 회전과 질량 중심
  13. 각운동량과 관성 모멘트
  14. 3차원 회전

  - 연습 문제 해답
  - 찾아보기
  - 사진 출처